# Violación de datos en Microsoft Exchange Server en 2021
Una ola global de ciberataques y violación de datos comenzó en enero de 2021 después de que cuatro ataques de día cero fueran descubiertos en los Microsoft Exchange Server, entregando a los atacantes acceso total a los correos y contraseñas de los usuarios en los servidores afectados, privilegios de administrador en el servidor y acceso a los dispositivos conectados en la misma red. Los atacantes típicamente instalan un backdoor que permite al atacante acceso total a los servidores impactados incluso si el servidor es posteriormente actualizado para no ser vulnerable a los ataques originales. A 9  de marzo de  2021, se estima que 250 000 servidores fueron víctimas de los ataques, incluyendo los servidores que pertenecen a alrededor 30 000 organizaciones en los Estados Unidos, 7000 servidores en el Reino Unido, así como la Autoridad Bancaria Europea, el Parlamento de Noruega, y la Comisión de Chile para el Mercado Financiero (CMF).
El 2 de marzo de 2021, Microsoft liberó actualizaciones para Microsoft Exchange Server 2010, 2013, 2016 y 2019 para parchear el ataque; esto no reversó el daño o eliminó ninguna de las puertas traseras instaladas por los atacantes. Las pequeñas y medianas empresas, instituciones locales y los gobiernos locales son conocidos por ser las primeras víctimas del ataque, frecuentemente estos negocios tienen presupuestos muy pequeños como para asegurarse contra ciber amenazas y típicamente subcontratan los servicios de tecnología a proveedores locales que no tiene la experiencia para hacer frente a ataques cibernéticos.
El 12 de marzo de 2021, Microsoft anunció el descubrimiento de "una familia nueva de ransomware" que al ser instalado en los servidores inicialmente infectados, encriptaba todos los archivos, haciendo que el servidor quedara inoperante y exigía un pago para reversar el daño. El 22 de marzo de 2021, Microsoft anunció que en el 92% de los servidores Exchange el ataque no había sido parcheado o mitigado.